# Marius Gad
Jakob Marius Elieser Kristian Gad, född 8 april 1827 på Färöarna, död 29 oktober 1902 i Köpenhamn, var en dansk statistiker, nationalekonom och politiker.
Efter att ha blivit student i Kolding (1845) studerade Gad statsvetenskap, men avbröt studierna 1849-50 för att delta i slesvig-holsteinska kriget, under vilket han blev sekondlöjtnant (1863 premiärlöjtnant). År 1854 blev han statsvetenskaplig kandidat och anställdes i danska krigsministeriet, där han 1868 blev fullmäktig. Åren 1878-95 var han chef for Statistisk bureau och därefter departementschef i danska finansministeriets andra revisionsdepartement.
Förutom att i över 17 år ha ansvarat för Statistisk bureaus publikationer, utgav Gad flera mycket använda läroböcker i ekonomi och statistik samt avhandlingen Om forskellen mellem direkte og indirekte skatter (tävlingsavhandling om en professur i statsvetenskap 1863).
Gad var representantant för Fredericia i Folketinget 1858-76  och för Köpenhamns sjätte krets 1879-95. Intill författningsändringen 1866 tillhörde han regeringspartiet, var därefter ledare för Mellempartiet och anslöt efter dess upplösning 1876 till Højre. Han valdes även flera gånger till statsrevisor.

## Utmärkelser
- Riddare av Dannebrogorden,  1883[1]
- Dannebrogsmännens hederstecken,  1888[1]
- Kommendör av Dannebrogorden,  1897[1]

[Redigera Wikidata]